# 江西街乡
江西街乡，是中华人民共和国四川省凉山彝族自治州会东县下辖的一个乡镇级行政单位。

## 行政区划
江西街乡下辖以下地区：
油房沟村、江西村、大山村、木城村、扎塘村、碗厂村和金沟村。